# 柔纤明叶藓
柔纤明叶藓（学名：Vesicularia flaccida）为树生藓科明叶藓属下的一个种。